# Денгоф, Эрнест Магнус
Эрнест Магнус Денгоф (1581—1642) — государственный и военный деятель Речи Посполитой, каштелян перновский (1635—1640), воевода перновский (1640—1642), староста дерптский и тельшяйский.

## Биография
Представитель немецко-балтийского дворянского рода Денгофов герба «Вепрь», происходившего из Лифляндии. Старший сын воеводы дерптского Герарда Денгофа (ум. 1554—1598) и Маргариты фон Цвайфельн (ум. 1560—1622). Младшие братья — полковник Герман Денгоф (ум. 1620), воевода поморский Герард Денгоф (ок. 1590—1648), воевода дерптский и серадзский Каспер Денгоф (1588—1645).
В 1635 году Эрнест Магнус Денгоф был назначен каштеляном перновским, а в 1640 году получил должность воеводы перновского. Участник войн Речи Посполитой с Османской империей и Швецией. С 1625 года принял участие в коронной комиссии, созданной для заключения мирного договора между Речью Посполитой и Швецией. Участвовал в заключении Альтмаркского (1629) и Штумсдорфского (1635) перемирия.
В 1633 году Эрнест Магнус Денгоф получил от германского императора Фердинанда II Габсбурга титул графа Священной Римской империи. Ему принадлежал замок Вальдау в долине р. Прегель в Восточной Пруссии.

## Семья
Был женат на баронессе Екатерине фон Дона (1606—1659), от брака с которой имел трёх сыновей и одну дочь:
- Герард Денгоф (ок. 1632—1685), дворянин королевский, хорунжий надворный коронный (1661), чашник великий литовский (1661), подстолий великий литовский (1666), староста тельшяйский
- Эрнест Денгоф (ум. 1693), полковник королевской гвардии (1666), генерал-майор (1670), ловчий великий литовский (1676), каштелян виленский (1683), генерал-лейтенант коронных войск, воевода мальборкский (1685), маршалок двора королевы (1687)
- Фридрих Денгоф (1639—1696), прусский генерал-лейтенант, тайный и военный советник бранденбургского курфюрста, родоначальник прусской линии Денгофов
- Анна Катаржина Денгоф, жена барона Яна Зигмунда фон Кетлера